# Lista odcinków serialu Słowo na R
Lista odcinków serialu Słowo na R – amerykańskiego serialu komediowo-dramatycznego, nadawanego od 16 sierpnia 2010 roku do 20 maja 2013 roku przez stację Showtime. W Polsce serial jest emitowany przez stację Tele 5. Powstało 4 sezony, łącznie 40 odcinków.
| Sezon | Sezon | Odcinki | Oryginalna emisja | Oryginalna emisja |
| Sezon | Sezon | Odcinki | Premiera sezonu   | Finał sezonu      |
| ----- | ----- | ------- | ----------------- | ----------------- |
|       | 1     | 13      | 16 sierpnia 2010  | 15 listopada 2010 |
|       | 2     | 13      | 27 czerwca 2011   | 26 września 2011  |
|       | 3     | 10      | 8 kwietnia 2012   | 17 czerwca 2012   |
|       | 4     | 4       | 29 kwietnia 2013  | 20 maja 2013      |

## Sezon 1 (2010)
| #  | Tytuł                                 | Reżyseria       | Scenariusz                    | Premiera             |
| -- | ------------------------------------- | --------------- | ----------------------------- | -------------------- |
| 1  | Pilot                                 | Bill Condon     | Bill Condon                   | 16 sierpnia 2010     |
| 2  | „Summer Time”                         | Michael Engler  | Bill Condon                   | 23 sierpnia 2010     |
| 3  | „There’s No C in Team”                | Michael Engler  | Jenny Bicks                   | 30 sierpnia 2010     |
| 4  | „Playing the Cancer Car”              | Craig Zisk      | Mark Kunerth                  | 13 września 2010     |
| 5  | „Blue-Eyed Iris”                      | Craig Zisk      | Cara DiPaolo                  | 20 września 2010     |
| 6  | „Taking Lumps”                        | Alan Poul       | Toni Kalem                    | 27 września 2010     |
| 7  | „Two for the Road”                    | Alan Poul       | Hilly Hicks, Jr.              | 4 października 2010  |
| 8  | „Happy Birthday, Cancer”              | Tricia Brock    | Darlene Hunt                  | 11 października 2010 |
| 9  | „The Ecstasy and the Agony”           | Tricia Brock    | Jenny Bicks, Hilly Hicks, Jr. | 18 października 2010 |
| 10 | „Divine Intervention”                 | Michael Lehmann | Mark Kunerth                  | 25 października 2010 |
| 11 | „New Beginnings”                      | Michael Lehmann | Cara DiPaolo                  | 1 listopada 2010     |
| 12 | „Everything That Rises Must Converge” | Michael Engler  | Jenny Bicks                   | 8 listopada 2010     |
| 13 | „Taking the Plunge”                   | Michael Engler  | Darlene Hunt                  | 15 listopada 2010    |

## Sezon 2 (2011)
| #  | Tytuł                      | Reżyseria              | Scenariusz                    | Premiera         |
| -- | -------------------------- | ---------------------- | ----------------------------- | ---------------- |
| 1  | „Losing Patients”          | Michael Engler         | Darlene Hunt                  | 27 czerwca 2011  |
| 2  | „Musical Chairs”           | Michael Engler         | Jenny Bicks                   | 4 lipca 2011     |
| 3  | „Sexual Healing”           | Miguel Arteta          | Mark Kunerth                  | 11 lipca 2011    |
| 4  | "Boo!”                     | Miguel Arteta          | Cara DiPaolo                  | 18 lipca 2011    |
| 5  | „Cats and Dogs”            | Jennifer Getzinger     | Melanie Marnich               | 25 lipca 2011    |
| 6  | „The Little c”             | Jennifer Getzinger     | Hilly Hicks, Jr.              | 1 sierpnia 2011  |
| 7  | „Goldilocks and the Bears” | Michael Engler         | Cusi Cram                     | 8 sierpnia 2011  |
| 8  | „The Last Thanksgiving”    | Michael Engler         | Darlene Hunt                  | 15 sierpnia 2011 |
| 9  | „A Little Death”           | Ryan Fleck, Anna Boden | Jenny Bicks                   | 22 sierpnia 2011 |
| 10 | „How Do You Feel?”         | Ryan Fleck, Anna Boden | Mark Kunerth                  | 29 sierpnia 2011 |
| 11 | „Fight or Flight”          | Craig Zisk             | Cara DiPoalo, Melanie Marnich | 12 września 2011 |
| 12 | „The Darkest Day”          | Craig Zisk             | Jenny Bicks                   | 19 września 2011 |
| 13 | „Crossing the Line”        | Michael Engler         | Darlene Hunt                  | 26 września 2011 |

## Sezon 3 (2012)
| #  | Tytuł                | Reżyseria          | Scenariusz       | Premiera         |
| -- | -------------------- | ------------------ | ---------------- | ---------------- |
| 1  | „Thin Ice”           | Michael Engler     | Darlene Hunt     | 8 kwietnia 2012  |
| 2  | „What’s Your Story?” | Michael Engler     | Mark Kunerth     | 15 kwietnia 2012 |
| 3  | „Bundle of Joy”      | Adam Bernstein     | Jenny Bicks      | 22 kwietnia 2012 |
| 4  | „Family Matters”     | Adam Bernstein     | Cara DiPaolo     | 29 kwietnia 2012 |
| 5  | „Face Off”           | Jennifer Getzinger | Melanie Marnich  | 6 maja 2012      |
| 6  | „Life Rights”        | Jennifer Getzinger | Hilly Hicks, Jr. | 13 maja 2012     |
| 7  | „How Bazaar”         | Jann Turner        | Cusi Cram        | 20 maja 2012     |
| 8  | „Killjoy”            | Jann Turner        | Mark Kunerth     | 3 czerwca 2012   |
| 9  | „Vaya Con Dios”      | Michael Engler     | Jenny Bicks      | 10 czerwca 2012  |
| 10 | „Fly Away”           | Michael Engler     | Darlene Hunt     | 17 czerwca 2012  |

## Sezon 4 (2013)
| # | Tytuł                        | Reżyseria      | Scenariusz                    | Premiera         |
| - | ---------------------------- | -------------- | ----------------------------- | ---------------- |
| 1 | „Quality of Life”            | Michael Engler | Darlene Hunt                  | 29 kwietnia 2013 |
| 2 | „You Can’t Take It with You” | Jann Turner    | Cara DiPaolo, Melanie Marnich | 6 maja 2013      |
| 3 | „Quality of Death”           | Richard Heus   | Jenny Bicks                   | 13 maja 2013     |
| 4 | „The Finale”                 | Michael Engler | Jenny Bicks, Darlene Hunt     | 20 maja 2013     |